# Inquisition (kolumbijsko-americká hudební skupina)
Inquisition (česky znamená inkvizice) je kolumbijsko-americká black metalová kapela založená v roce 1988 ve městě Cali americkým hudebníkem s přezdívkou Dagon původně jako thrash metalová skupina Guillotina. V roce 1989 se přejmenovala na současný název. V roce 1996 se Dagon vrátil do USA do města Seattle, kde naverboval nové členy (bubeníka Incubuse a baskytaristu Debandta).
První studiové album s názvem Into the Infernal Regions of the Ancient Cult bylo vydáno v roce 1998.
Dne 26. března 2018 byla skupina vynechána z turné se Satyricon, protože internetový magazín vznesl obvinění vůči Dagonovi z roku 2009 kvůli dětské pornografii. Původní obvinění proti němu však bylo staženo, avšak jejich vydavatel Season of Mist s nimi okamžitě rozvázal smlouvu.

## Sestava
- Dagon – vokály, kytara (1988–)
- Incubus – bicí (1996–)

### Dřívější členové
- Jhon Santa – bicí (1988–1994)
- Endhir Xo Kpurtos – bicí (1996)
- Debandt – baskytara
- Cesar Santa – baskytara (1989)
- Carlos Arcila – klávesy, flétna

## Diskografie

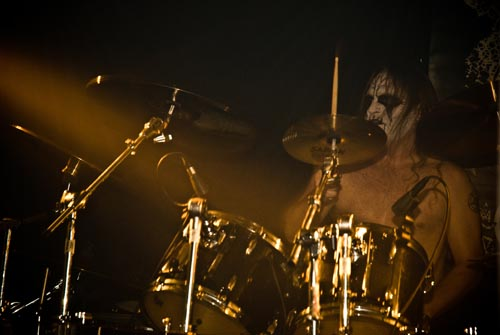
Inquisition (2008)

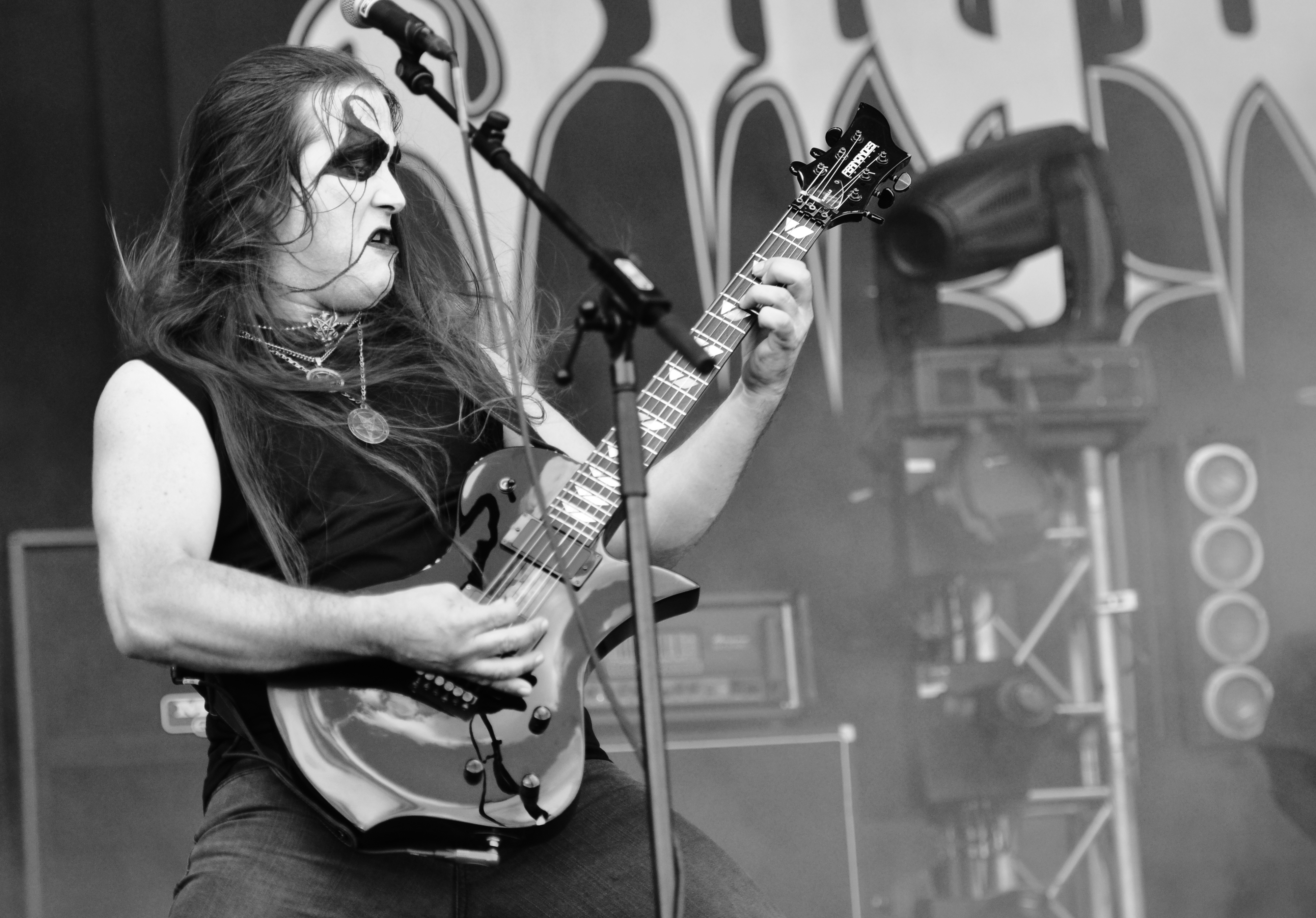
Dagon (2014)

### Dema
- Forever Under (1993)

### Studiová alba
- Into the Infernal Regions of the Ancient Cult (1998)
- Invoking the Majestic Throne of Satan (2002)
- Magnificent Glorification of Lucifer (2004)
- Nefarious Dismal Orations (2007)
- Ominous Doctrines of the Perpetual Mystical Macrocosm (2010)
- Obscure Verses for the Multiverse (2013)
- Bloodshed Across the Empyrean Altar Beyond the Celestial Zenith (2016)
- Black Mass for a Mass Grave (2020)
- Veneration of Medieval Mysticism and Cosmological Violence (2024)

### EP
- Anxious Death (1990)
- Incense of Rest (1996)
- Unholy Inquisition Rites (2004)

### Kompilace
- Anxious Death / Forever Under (2006) - obsahuje EP Anxious Death a demo Forever Under.

### Split nahrávky
- Summoning the Black Dimensions in the Farallones / Nema (1996) - společně s brazilskou kapelou Profane Creation. Strana Inquisition obsahuje EP Incense of Rest plus bonusovou skladbu "Summoning the Black Dimensions in the Farallones".